# Cisco AnyConnect Secure Mobility Client
Cisco AnyConnect Secure Mobility Client est un client VPN propriétaire permettant de se connecter aux concentrateurs VPN Cisco. Il s'agit du client de nouvelle génération de l'éditeur, le premier à inaugurer le support des systèmes 64 bits grand public. Initialement limité aux fonctionnalités de type TLS, il supporte depuis les fonctionnalités IPSec et remplace le client d'ancienne génération Cisco VPN Client.

## Historique
Tout comme son prédécesseur Cisco VPN Client, ce client a connu plusieurs dénominations. De Cisco SSL VPN Client, il a en effet été renommé en Cisco Anyconnect VPN Client lors de la sortie de sa deuxième version, début 2007. Depuis sa version 2.5, le client est dénommé Cisco AnyConnect Secure Mobility Client.

### Historique des sorties

#### Versions 2.x
Les versions 2.x voient le client évoluer vers des solutions de mobilité, avec le support de Windows Mobile dans la version 2.3, puis d'Android et iOS dans la version 2.5.

#### Versions 3.x
La version 3.0 est une évolution majeure du logiciel qui apporte le support de l'IPSec, ce qui permet à Cisco de ne proposer qu'un seul client VPN, et d'offrir enfin un support des VPN IPSec sur les systèmes d'exploitation Windows 64 bits. En effet, il aura fallu attendre plus de 4 ans après la sortie de Windows Vista, premier système d'exploitation Microsoft à proposer le 64 bits au grand public, pour que ces utilisateurs aient la possibilité officielle de se connecter à un VPN IPSec Cisco. Bien que la plupart des technologies sur laquelle repose Cisco VPN Client étaient compatibles 64 bits dès la sortie de Vista, il semble que Cisco ait privilégié l'implémentation de l'IPSec sur son client de nouvelle génération.

### Tableau récapitulatif des différentes versions
| Version | Plate-forme                                                                                    | Date de sortie et mises à jour                            | Support | Principales nouveautés |
| ------- | ---------------------------------------------------------------------------------------------- | --------------------------------------------------------- | ------- | --- |
| 1.0     | - Windows (2000, XP)                                                                           | - 1.0.0 - - 1.0.1 - 22 juillet 2005 - 1.0.2 - 5 août 2005 |         | |
| 1.1     | - Windows (2000, XP)                                                                           | - 1.1.0 - 6 février 2006                                  |         | |
| 2.0     | - Windows (2000, XP, Vista) - Linux - Mac OS X (10.4)                                          | - 2.0.0343 - 5 février 2007                               |         | - Support de Windows Vista, Linux, Mac OS X - Support des systèmes 64 bits                                                         |
| 2.1     | - Windows (2000, XP, Vista) - Linux - Mac OS X (10.4)                                          | - 2.1.0148 - 13 novembre 2007                             |         | |
| 2.2     | - Windows (2000, XP, Vista) - Linux - Mac OS X (10.4)                                          | - 2.2 - 24 mars 2008                                      |         | - Démarrage avant authentification sous Windows Vista - Localisation accrue - API Anyconnect                                       |
| 2.3     | - Windows (2000, XP, Vista, Mobile) - Linux - Mac OS X (10.4)                                  | - 2.3 - 20 janvier 2009                                   |         | - Support de Windows Mobile |
| 2.4     | - Windows (XP, Vista, 7, Mobile) - Linux - Mac OS X (10.5)                                     | - 2.4 - 27 octobre 2009                                   |         | - Support de Windows 7 - Fin du support de Windows 2000 et Mac OS X 10.4                                                           |
| 2.5     | - Windows (XP, Vista, 7, Mobile) - Linux - Mac OS X (10.5) - Android, iOS                      | - 2.5 - 21 mai 2010                                       |         | - Support de Android et iOS |
| 3.0     | - Windows (XP, Vista, 7, 8) - Linux - Mac OS X (10.5) - Android, iOS                           | - 3.0 - 27 janvier 2011                                   |         | - Support IPSec - Nouvelle GUI sur Windows - Support limité de Windows 8                                                           |
| 3.1     | - Windows (XP, Vista, 7, 8) - Linux - Mac OS X (10.5) - Android, iOS                           | - 3.1 - 16 août 2012                                      |         | - Support IPv6 sur Windows - Support limité de Windows 8.1                                                                         |
| 4.0     | - Windows (7, 8) - Linux (64-bit) - Mac OS X (10.7) - Android, iOS - BlackBerry OS - Chrome OS | - 4.0 - 23 novembre 2014                                  |         | - Localisation accrue - Support de BlackBerry OS et Chrome OS - Fin du support de Windows XP, Vista, Mac OS X 10.6 et Linux 32-bit |
| 4.1     | - Windows (7, 8, 10) - Linux (64-bit) - macOS - Android, iOS                                   | - 4.1 - 22 mai 2015                                       |         | - Support de Windows 10 |
| 4.2     | - Windows (7, 8, 10) - Linux (64-bit) - macOS - Android, iOS                                   | - 4.2 - fin 2015                                          |         | - Support IPv6 sur Linux |
| 4.3     | - Windows (7, 8, 10) - Linux (64-bit) - macOS - Android, iOS                                   | - 4.3 - 21 juin 2016                                      |         | |
| 4.4     | - Windows (7, 8, 10) - Linux (64-bit) - macOS - Android, iOS                                   | - 4.4 - 22 décembre 2016                                  |         | - Meilleur support IPv6 |
| 4.5     | - Windows (7, 8, 10) - Linux (64-bit) - macOS - Android, iOS                                   | - 4.5 - 27 juillet 2017                                   |         | |
| 4.6     | - Windows (7, 8, 10) - Linux (64-bit) - macOS - Android, iOS                                   | - 4.6 - fin 2017                                          |         | |
| 4.7     | - Windows (7, 8, 10) - Linux (64-bit) - macOS - Android, iOS                                   | - 4.7 - 2018                                              |         | |
| 4.8     | - Windows (7, 8, 10) - Linux (64-bit) - macOS - Android, iOS                                   | - 4.8 - 2019                                              |         | |
| 4.9     |                                                                                                | - 4.9 - 2022                                              |         | |
| 4.10    | - Windows (10, 11) - Linux - macOS (11, 12, 13, 14) - iOS                                      | - 4.10 - 2023                                             |         | |